# Stay (canção de Zedd e Alessia Cara)
"Stay" é uma canção do DJ alemão Zedd e da cantora canadense Alessia Cara. Foi composta por ambos em conjunto com Linus Wiklund, Anders Frøen, Sarah Aarons e Jonnali Mikaela Parmenius, sendo produzida por Zedd e Wiklund. O seu lançamento como single ocorreu em 23 de fevereiro de 2017, através da Interscope Records, com a mesma enviando-a para rádios mainstream estadunidenses em conjunto com a Def Jam Recordings.

## Faixas e formatos
| Download digital |        |         |  |
| N.º              | Título | Duração |  |
| 1.               | "Stay" | 3:30    |  |

## Créditos
Todo o processo de elaboração de "Stay" atribui os seguintes créditos:
Publicação
- Publicada pelas empresas Lurpi Songs AB, Universal Music Corp., EMI April Music Inc., Sony/ATV Songs LLC, Sony/ATV Tunes LLC e Sony/ATV Ballad

Produção
| - Zedd: composição, produção - Alessia Cara: composição, vocais - Linus Wiklund: composição, produção | - Anders Frøen: composição - Sarah Aarons: composição - Jonnali Mikaela Parmenius: composição |

## Desempenho nas tabelas musicais
| Tabela musical (2017)                                  | Melhor posição |
| ------------------------------------------------------ | -------------- |
| Alemanha (Media Control Charts)                        | 13             |
| Austrália (ARIA Charts)                                | 3              |
| Austrália (ARIA Dance Singles Chart)                   | 1              |
| Áustria (Ö3 Austria Top 40)                            | 7              |
| Bélgica (Ultratop 50 de Flandres)                      | 21             |
| Bélgica (Ultratop 40 da Valônia)                       | 30             |
| Canadá (Canadian Hot 100)                              | 9              |
| Coreia do Sul (Gaon Music Chart)                       | 19             |
| Dinamarca (Tracklisten)                                | 12             |
| Escócia (The Official Charts Company)                  | 7              |
| Eslováquia (IFPI Slovenská Republika)                  | 10             |
| Espanha (Productores de Música de España)              | 40             |
| Estados Unidos (Billboard Hot 100)                     | 7              |
| Estados Unidos (Dance/Electronic Songs)                | 1              |
| Estados Unidos (Hot Dance Club Songs)                  | 24             |
| Estados Unidos (Pop Songs)                             | 1              |
| Estados Unidos (Adult Pop Songs)                       | 17             |
| Finlândia (IFPI Finlândia)                             | 20             |
| França (Syndicat National de l'Édition Phonographique) | 115            |
| Irlanda (Irish Recorded Music Association)             | 8              |
| Itália (Federazione Industria Musicale Italiana)       | 21             |
| Japão (Japan Hot 100)                                  | 35             |
| México (Mexico Airplay)                                | 22             |
| Noruega (VG-lista)                                     | 17             |
| Nova Zelândia (NZ Top 40 Singles)                      | 9              |
| Países Baixos (MegaCharts)                             | 11             |
| Portugal (Associação Fonográfica Portuguesa)           | 12             |
| Reino Unido (UK Singles Chart)                         | 8              |
| Reino Unido (UK Dance Singles Chart)                   | 3              |
| Chéquia (IFPI Česká Republika)                         | 7              |
| Suécia (Sverigetopplistan)                             | 9              |
| Suíça (Schweizer Hitparade)                            | 16             |
| União Europeia (Euro Digital Songs)                    | 11             |

| País (Empresa)       | Certificação |
| -------------------- | ------------ |
| Austrália (ARIA)     | Ouro         |
| Nova Zelândia (RMNZ) | Ouro         |
| Reino Unido (BPI)    | Prata        |

## Histórico de lançamento
| País           | Data                    | Formato           | Gravadora(s)        |
| -------------- | ----------------------- | ----------------- | ------------------- |
| Mundo          | 23 de fevereiro de 2017 | Download digital  | Interscope          |
| Itália         | 24 de fevereiro de 2017 | Rádios mainstream | Universal           |
| Países Baixos  | 25 de fevereiro de 2017 | Rádios mainstream | Interscope          |
| Estados Unidos | 7 de março de 2017      | Rádios mainstream | Interscope, Def Jam |
| Estados Unidos | 4 de abril de 2017      | Rádios rhythmic   | Interscope, Def Jam |